# Catégorie exacte
 (mai 2013).
Une catégorie exacte, parfois dite exacte « au sens de Quillen » pour distinguer des catégories régulières (en) (exactes « au sens de Barr (en) ») et des catégories abéliennes (exactes « au sens de Buchsbaum »), est une catégorie englobant et généralisant la notion de suite exacte et de foncteur exact. 
Les catégories exactes ont été introduites par Daniel Quillen dans le cadre de la K-théorie algébrique.

## Définition
Soit B une catégorie abélienne. Une catégorie exacte est une sous-catégorie additive pleine de B, vue comme la donnée d'une catégorie additive A et une classe E de suites exactes courtes, vérifiant un jeu d'axiomes spécifiant les contraintes sur cette classe. A est supposée stable par extensions, c'est-à-dire que si X et Z sont dans A et que la suite X → Y → Z est exacte, alors Y est dans A.
Dans une suite exacte courte {\displaystyle X{\stackrel {f}{\to }}Y{\stackrel {g}{\to }}Z}, où {\displaystyle (X,f)=ker(g)}et {\displaystyle (Z,g)=coker(f)} la suite elle-même est appelée conflation, f est appelé inflation (ou monomorphisme admissible) et g est appelé déflation (ou épimorphisme admissible). On note :
{\displaystyle X{\stackrel {f}{\rightarrowtail }}Y{\stackrel {g}{\twoheadrightarrow }}Z}.
Les axiomes énoncés par Quillen sont :
- (QE1) E est stable par isomorphisme et contient toutes les extensions scindées, c'est-à-dire les suites de la forme {\displaystyle X\to X\oplus Y\to Y}. En outre, pour toute suite la déflation est le co-noyau de l'inflation, et l'inflation est le noyau de la déflation ;
- (QE2) Les déflations (respectivement inflations) sont stables par composition et changement de base (respectivement co-base) arbitraire ;
- (QE3) Si un morphisme M → P possède un noyau et peut factoriser une déflation N → P (c'est-à-dire que l'on a N → M → P), alors c'est une déflation lui-même. De manière symétrique, si un morphisme I → K possède un conoyau et factorise une inflation I → J (c'est-à-dire que l'on a I → K → J) alors il s'agit d'une inflation.

Il a été prouvé que le dernier axiome est une conséquence des deux premiers.  Yoneda avait déjà montré ce résultat, qui a été retrouvé par Keller en 1990. Il est désormais appelé "axiome obscure". 
Il existe plusieurs axiomatisations différentes, mais l'idée sous-jacente est de mimer le comportement usuel des suites exactes courtes dans les catégories abéliennes. Que ce but est atteint est le résultat du théorème de Quillen-Gabriel.
Un foncteur F : A → C d'une catégorie exacte dans une autre est dit exact lorsque, pour toute suite exacte courte de A
{\displaystyle X{\stackrel {f}{\rightarrowtail }}Y{\stackrel {g}{\twoheadrightarrow }}Z},
la suite
{\displaystyle F(X)\to F(Y)\to F(Z)}
une suite exacte de C.

## Théorème de Quillen-Gabriel
Pour toute petite catégorie exacte (A, E), il existe un plongement {\displaystyle A\hookrightarrow B} dans une catégorie abélienne B, telle que E correspond précisément à la classe des suites exactes courtes dans B (au sens usuel d'une suite exacte courte dans une catégorie abélienne).

## Exemples
- Par le théorème de Quillen-Gabriel, toute catégorie abélienne est en particulier exacte.
- Soit X un schéma, la catégorie des fibrés vectoriels algébriques sur X est une catégorie exacte, l'ensemble E étant formé des suites exactes courtes localement scindées.